# Saedinenie Snowfield
Il Saedinenie Snowfield (in lingua bulgara: ледник Съединение, Lednik Saedinenie; dall'inglese: Campo di neve Saedinenie) è un campo di neve antartico situato nel settore orientale dell'Isola Livingston, che fa parte delle Isole Shetland Meridionali, in Antartide. 

## Caratteristiche
È situato a sudovest del Ghiacciaio Rose Valley, a ovest del Ghiacciaio Panega, a nordovest del Ghiacciaio Kaliakra, a nord della parte inferiore del Ghiacciaio Perunika e est-nordest del Ghiacciaio Tundzha.
Si estende su una lunghezza di 4,7 km verso l'interno e 15,5 km in direzione sudovest-nordest, andando a confluire nella Hero Bay tra Melta Point e Slab Point. È delimitato a ovest da Teres Ridge, a sud dallo spartiacque tra Canale di Drake e Stretto di Bransfield, a sudest da Gleaner Heights, Elhovo Gap e Leslie Hill, a est da Leslie Gap and Vidin Heights.
Tra il 24 e il 28 dicembre 2004, nel corso della spedizione investigativa bulgara Tangra 2004/05, nella parte orientale del ghiacciaio fu installato un bivacco esplorativo.

## Denominazione
La denominazione è stata assegnata nel 2005 dalla Commissione bulgara per i toponimi antartici in riferimento alla città bulgara di Săedinenie (in lingua bulgara: Riunificazione), per onorare il 120º anniversario della riunificazione tra il Principato di Bulgaria e la Rumelia orientale, avvenuto nel 1885. È uno dei toponimi bulgari conferito dalla spedizione Tangra 2004/05 a elementi geografici fino a quel momento privi di nome.

## Localizzazione
Il campo di neve è centrato alle coordinate 62°32′36″S 60°13′38″W.
Rilevazione topografica bulgara sulla base dei dati della spedizione Tangra 2004/05 con mappatura nel 2005 e 2009. 

## Mappe
- L.L. Ivanov et al. Antarctica: Livingston Island and Greenwich Island, South Shetland Islands. Scale 1:100000 topographic map. Sofia: Antarctic Place-names Commission of Bulgaria, 2005.
- L.L. Ivanov. Antarctica: Livingston Island and Greenwich, Robert, Snow and Smith Islands. Scale 1:120000 topographic map. Troyan: Manfred Wörner Foundation, 2010. ISBN 978-954-92032-9-5 (First edition 2009. ISBN 978-954-92032-6-4)
- Antarctic Digital Database (ADD). Scale 1:250000 topographic map of Antarctica. Scientific Committee on Antarctic Research (SCAR). Since 1993, regularly upgraded and updated.
- L.L. Ivanov. Antarctica: Livingston Island and Smith Island. Scale 1:100000 topographic map. Manfred Wörner Foundation, 2017. ISBN 978-619-90008-3-0